# 熊本県サッカーリーグ
熊本県サッカーリーグ (くまもとけんしゃかいじんサッカーリーグ)とは、全国の各都道府県にあるサッカーの都道府県リーグのうち、熊本県のクラブチームが参加するリーグである。

## 概要・レギュレーション

### 歴史
1966年、県下の実業団・クラブチーム・大学・高専により、1部6チーム・2部5チーム・3部5チームの計16チームで発足。11月27日から翌1967年2月19日にかけて開催された。
当時は日本サッカーリーグ（JSL）が創設されたばかりであり、同年には東海社会人サッカーリーグ、関西社会人サッカーリーグが発足しているが、県単位でのリーグ戦を発足させたのは熊本だけであったとされる。参加チームの増大とともにリーグも7部まで拡大したが、昇格に時間がかかることから現在の3部制に再編された。

### リーグ構成
熊本県サッカーリーグは3部で構成される（2025年）。
- 1部（8チーム）[3]
- 2部（15チーム）[4]
- 地域ブロック
  - チャレンジリーグ（9～10チーム×3ブロック=29チーム）
  - エンジョイリーグ（5チーム×2ブロック=10チーム）

地域ブロックとして、上位リーグ昇格を目指すチャレンジリーグと、目指さないエンジョイリーグがある。
各リーグともに1回戦総当たりで行う。試合時間は1部が80分、2部は70分、地域ブロックは60分。
1部リーグのみ、引き分けの場合PK戦で決着をつけ、PK勝者に勝ち点2・敗者に勝ち点1を与える「完全決着方式」を採用している。

### 昇格・降格に関して
- 1部の優勝チームは九州各県リーグ決勝大会の出場権を得る。同大会に優勝すると九州サッカーリーグに昇格、準優勝すると九州リーグ9位と入替戦を行う。
- 1部6位～8位が2部に自動降格。2部1位は1部に自動昇格。
- 1部5位と2部2位は入替戦を行う[6]。
- 2部13位～15位はチャレンジリーグに自動降格。
- 2部10位～12位とチャレンジリーグ各ブロック優勝チームによる入替戦を行う[6]。

なお、いずれも九州リーグとの昇降格により変動する可能性がある。

## 参加チーム（2025年）

### 1部
- マリーゴールド熊本
- イロンデル熊本FC
- Well-B熊本
- 嘉島サッカークラブ
- シマズ自動車サッカークラブ
- FC BIGWAVE
- 熊本県教員蹴友団
- Valiancy熊本

### 2部
- ダイナマイツ八代
- 矢部FC
- FCバルサミコス
- 小川サッカークラブ
- FC.GRACIAS
- 東京エレクトロンFC
- アマード熊本FCエンペラー
- 合志PERNA
- MINT.FC
- マグナム
- アムール
- FC肥後大津
- FC.RETIRO
- FCモーニング

## 歴代優勝チーム

### 1部
| 回 | 年度 | チーム名                                     | 九州各県リーグ決勝大会での成績 |
| -- | ---- | -------------------------------------------- | ------------------------------ |
| 1  | 1966 | 熊本大学                                     | 開始前                         |
| 2  | 1967 | 熊商OB                                       | 開始前                         |
| 3  | 1968 | 熊本県教員蹴友団                             | 開始前                         |
| 4  | 1969 | 鶴屋百貨店                                   | 開始前                         |
| 5  | 1970 | 鶴屋百貨店                                   | 開始前                         |
| 6  | 1971 | 熊本県教員蹴友団                             | 開始前                         |
| 7  | 1972 | 鶴屋百貨店                                   | 開始前                         |
| 8  | 1973 | 熊本県教員蹴友団                             | 開始前                         |
| 9  | 1974 | 小川サッカークラブ                           | 開始前                         |
| 10 | 1975 | 熊本県教員蹴友団                             | 開始前                         |
| 11 | 1976 | 熊本県教員蹴友団                             | 開始前                         |
| 12 | 1977 | 鶴屋百貨店                                   | 準優勝、入替戦引き分け（残留） |
| 13 | 1978 | 鶴屋百貨店                                   | 準優勝、入替戦敗退             |
| 14 | 1979 | 日立造船有明                                 |                                |
| 15 | 1980 | 鶴屋百貨店                                   |                                |
| 16 | 1981 | 九州松下電器                                 |                                |
| 17 | 1982 | 電電熊本                                     | 優勝、Kyuリーグ昇格            |
| 18 | 1983 | 熊本大学                                     |                                |
| 19 | 1984 | 九州松下電器                                 | 優勝、Kyuリーグ昇格            |
| 20 | 1985 | 本田技研緑陽会                               |                                |
| 21 | 1986 | 本田技研緑陽会                               |                                |
| 22 | 1987 | 松橋クラブ                                   | 準優勝、入替戦敗退             |
| 23 | 1988 | 東亜建設FC                                   | 優勝、Kyuリーグ昇格            |
| 24 | 1989 | 熊本県教員蹴友団                             |                                |
| 25 | 1990 | 熊本県教員蹴友団                             | 優勝、Kyuリーグ昇格            |
| 26 | 1991 | 東亜建設FC                                   |                                |
| 27 | 1992 | 東亜建設FC                                   | 優勝、Kyuリーグ昇格            |
| 28 | 1993 | 本田技研緑陽会                               |                                |
| 29 | 1994 | 本田技研緑陽会                               |                                |
| 30 | 1995 | 北熊本自衛隊                                 |                                |
| 31 | 1996 | FC熊本                                       |                                |
| 32 | 1997 | 鶴屋百貨店                                   |                                |
| 33 | 1998 | IEC-FC                                       |                                |
| 34 | 1999 | ランザ熊本                                   | 準優勝、Kyuリーグ昇格          |
| 35 | 2000 | 熊本県教員蹴友団                             | 初戦敗退                       |
| 36 | 2001 | 熊本県教員蹴友団                             | 準優勝、Kyuリーグ昇格          |
| 37 | 2002 | 相互電工北部クラブ                           | 初戦敗退                       |
| 38 | 2003 | 北熊本自衛隊                                 | 準優勝、入替戦敗退             |
| 39 | 2004 | 熊本県教員蹴友団                             | 準決勝敗退                     |
| 40 | 2005 | 熊本県教員蹴友団                             | 準決勝敗退                     |
| 41 | 2006 | 熊本県教員蹴友団                             | 優勝、Kyuリーグ昇格            |
| 42 | 2007 | ヴァンクール熊本FC                           | 準優勝、Kyuリーグ昇格          |
| 43 | 2008 | ダイナマイツ八代                             | 準決勝敗退                     |
| 44 | 2009 | 熊本県教員蹴友団                             | 準決勝敗退                     |
| 45 | 2010 | 熊本県教員蹴友団                             | 準決勝敗退                     |
| 46 | 2011 | 熊本県教員蹴友団                             | 初戦敗退                       |
| 47 | 2012 | シマズ自動車サッカー部                       | 準決勝敗退                     |
| 48 | 2013 | 嘉島サッカークラブ                           | 準決勝敗退                     |
| 49 | 2014 | 熊本県教員蹴友団                             | 初戦敗退                       |
| 50 | 2015 | 熊本県教員蹴友団                             | 準優勝、Kyuリーグ昇格          |
| 51 | 2016 | ダイナマイツ八代                             | 準決勝敗退                     |
| 52 | 2017 | 嘉島サッカークラブ                           | 初戦敗退                       |
| 53 | 2018 | FCK MARRYGOLD KUMAMOTO                       | 初戦敗退                       |
| 54 | 2019 | 嘉島サッカークラブ                           | 初戦敗退                       |
| 55 | 2020 | 新型コロナウイルスの影響により、リーグ戦中止 | 初戦敗退                       |
| 56 | 2021 | FCK MARRYGOLD KUMAMOTO                       | 初戦敗退                       |
| 57 | 2022 | マリーゴールド熊本                           | 準決勝敗退                     |
| 58 | 2023 | シマズ自動車SC                               | 初戦敗退                       |
| 59 | 2024 | マリーゴールド熊本                           | 準決勝敗退                     |